# Nachbrandarchitektur

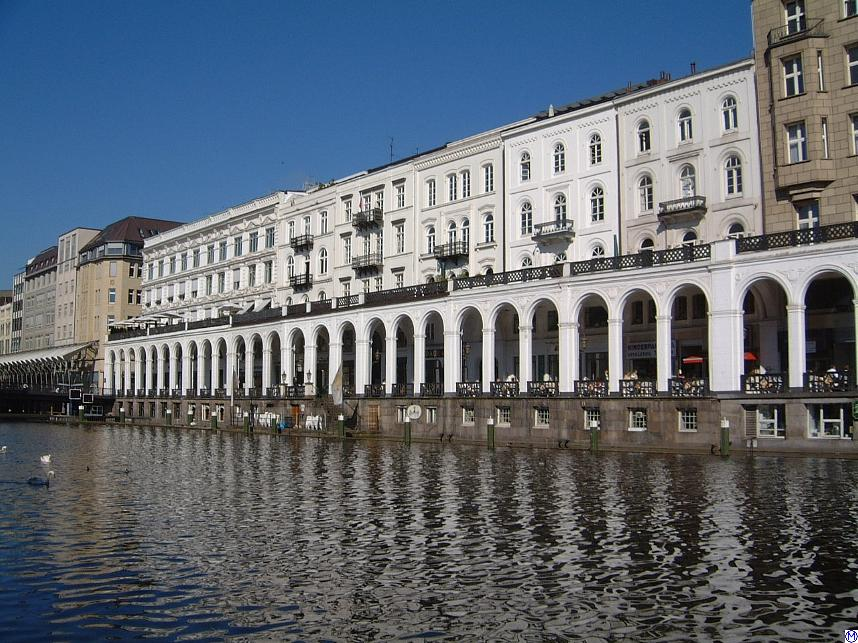
Alsterarkaden

Brandgebiet und Wiederaufbauplan 1842

Nachbrandarchitektur ist ein kunsthistorischer Hilfsbegriff und bezeichnet eine besondere Prägung der hamburgischen Architektur nach dem Großen Brand von 1842. Die Besonderheit dieser Bauweise ist die Ausführung des damals modernen Rundbogenstils in Vermischung mit weiteren, zumeist klassizistischen Formelementen. Doch auch aus der Romanik und Gotik wurden Anleihen genommen. Beim Aufbau der zu weiten Teilen zerstörten Stadt hielten Bauherren und Architekten an den zentralen Merkmalen vergangener Kunstepochen fest, so dass sie im neuen Stadtbild große Verbreitung fanden. Im 21. Jahrhundert sind jedoch nur noch wenige Zeugnisse dieser Bauart erhalten.
Der Begriff Nachbrandarchitektur wird zudem auf die städtebauliche Neuplanung Hamburgs nach dem Brand angewandt. Neben der architektonischen Gestaltung des Rathausmarktes ist der Ausbau des Kanalisationsnetzes unter William Lindley sowie die Neuschaffung von breiten Straßen mit zumeist gleichmäßigen Höhen der traufständigen Gebäude darunter gefasst, die bis heute das Bild rund um die Binnenalster prägen.
Als bekanntestes Beispiel der Nachbrandarchitektur gelten die Alsterarkaden an der Kleinen Alster, die unter der Leitung von Alexis de Chateauneuf 1846 fertiggestellt wurden. Der helle Fassadenputz ist ein bevorzugtes Element dieser Bauzeit gewesen, doch werden auch Backsteinbauten wie die Alte Post, 1847 ebenfalls von Chateauneuf entworfen, oder das zwischen 1846 und 1848 erbaute Niemitzhaus, mit seinem Rückgriff auf Vorbilder der italienischen Frührenaissance, darunter gefasst. Weitere der wenigen erhaltenen Gebäude dieser Stilrichtung sind das Haus Alstertor 17 des Architekten Gerhard Gottlieb Ungewitter von 1843/1844, das Haus Kunhardt an der Ferdinandstraße 63 um 1850 von Alexis de Chateauneuf und die um 1844 erbauten Häuser Deichstraße 21 und 23.

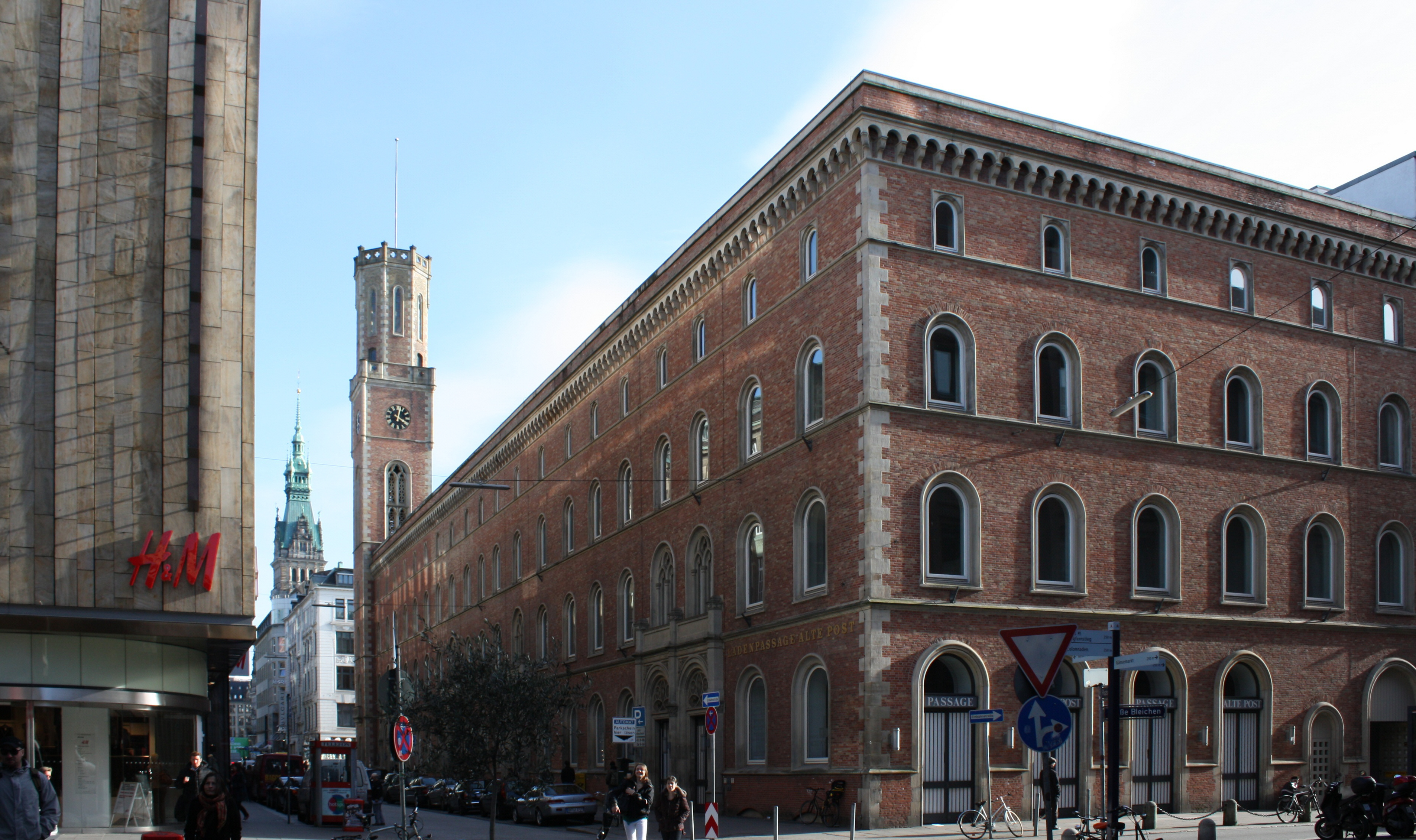
Alte Post, erbaut 1847
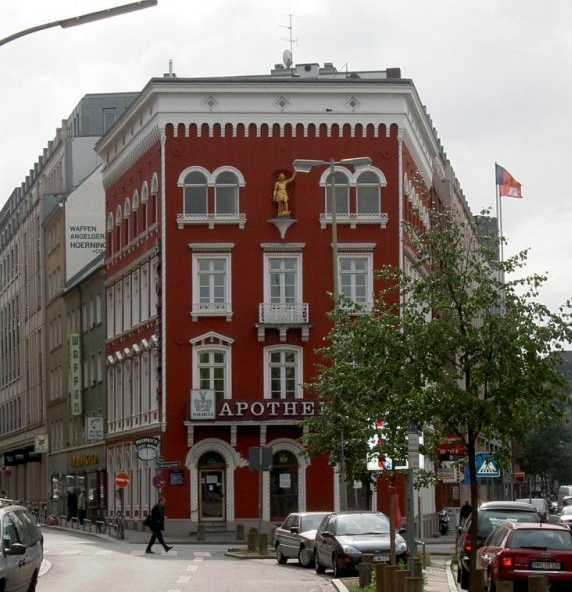
Niemitzhaus, erbaut 1846–1848
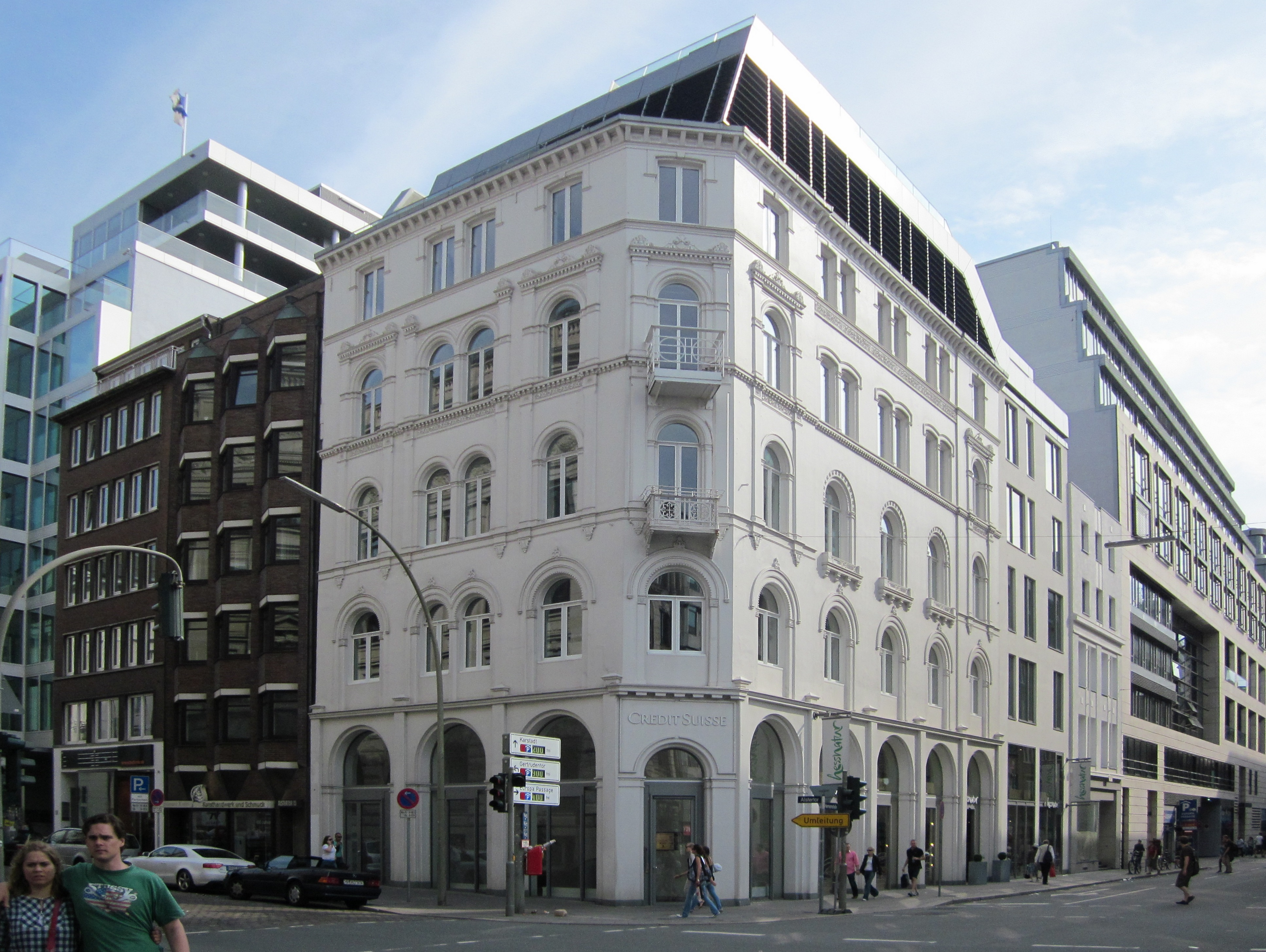
Alstertor 17, erbaut 1843/1844
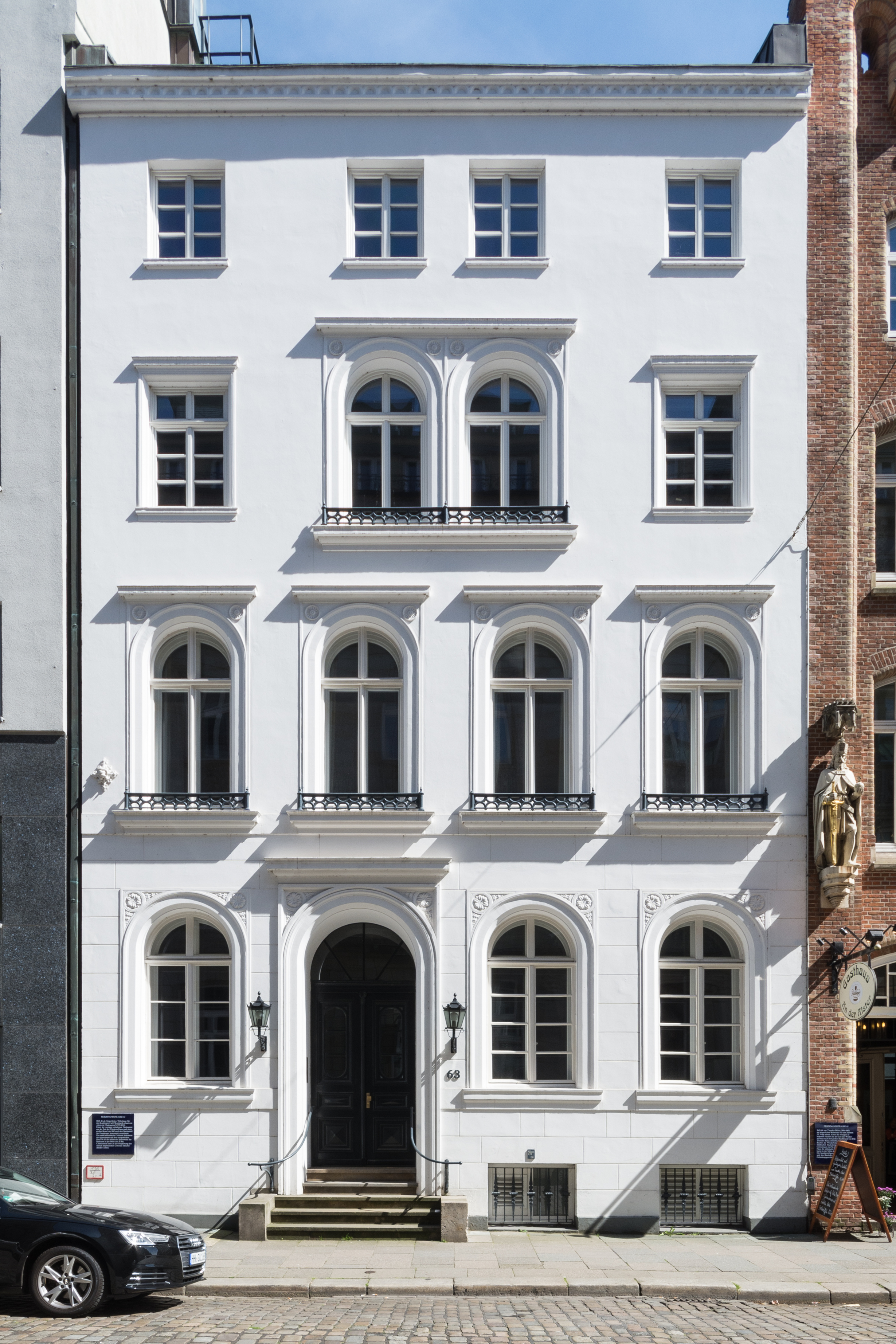
Haus Kunhardt, erbaut um 1850
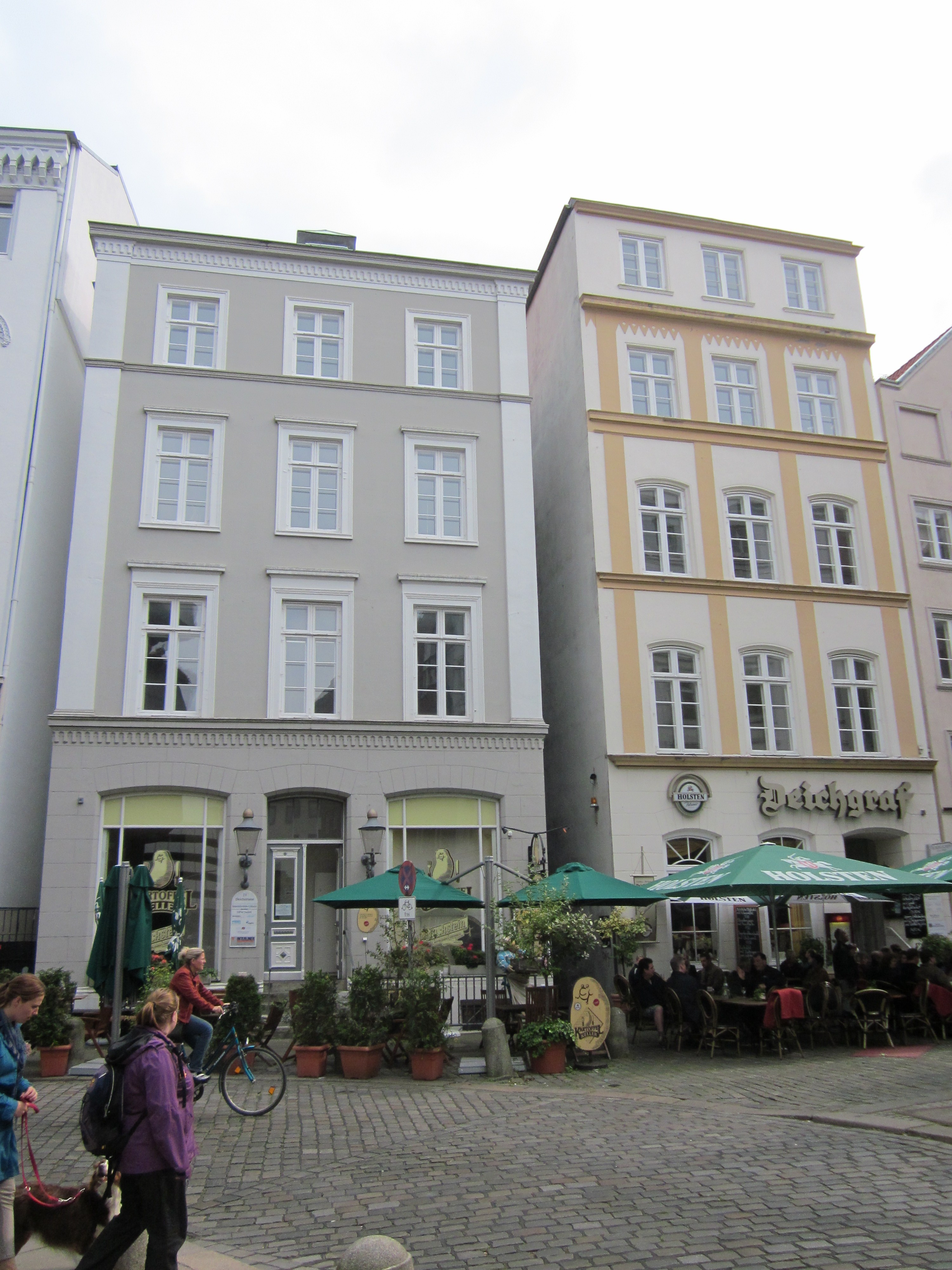
Deichstraße 21 und 23, erbaut um 1844

## Rezeption
Der Historiker und Autor Boris Meyn hat in dem historischen Kriminalroman Der Tote im Fleet, der 1847 während der Aufbauphase in Hamburg spielt, die Auseinandersetzungen um die Nachbrandarchitektur aufgenommen.